# Las Guñolas
Las Guñolas (oficialmente y en catalán Les Gunyoles) es una localidad española perteneciente al municipio de Avinyonet del Penedés, en la provincia de Barcelona, comunidad autónoma de Cataluña. Está situada sobre una colina al este de la carretera N-340 y distante 1 km de la capital municipal, actualmente denominada Avinyó Nou y cuya altitud máxima es de 350 m s. n. m. Su población en 2022 es de 308 habitantes.
Su nombre puede proceder, según algunos autores, del latín ciconia: máquina destinada a extraer agua de los pozos, o bien del latín cuneolus: término militar de una disposición en forma de cuña  o, la más aceptada ciconiolas: pequeñas cigüeñas.

## Historia

### Época íbera
Se estima que en las cercanías de Las Guñolas hubo presencia íbera cossetana, dada su cercanía a los restos arqueológicos de la Turó de la Font de la Canya (siglo VII a. C. a siglo III a. C.), Puig del Pi del Barba y la cuadra de Santa Susana. Asimismo la influencia de la cercana Olérdola durante los siglos V a. C. al II a. C. hace pensar en asentamientos más o menos permanentes.
Puesto que el asentamiento de la Turó de la Font de la Canya era un importante centro de almacenamiento y distribución de mercancías, distante solo 1,5 km de Las Guñolas, hace pensar hubo población íbera más o menos importante. También el hecho de que en el casco antiguo no es infrecuente el hallazgo de silos antiguos.

### Época romana
A finales del siglo III a. C. durante la segunda guerra púnica los romanos desembarcaron en Emporion (Ampurias) para quedarse en la península ibérica e iniciaron su expansión por el mediterráneo peninsular. Para ello era vital garantizar la rapidez de suministros y tropas lo que hizo que se construyeran importantes vías de comunicación que aprovechaban antiguas rutas que ya usaban los íberos.
En el siglo I a. C. el emperador César Augusto concede la capitalidad de la Hispania Citerior a la ciudad de Tarraco (Tarragona), mejorando la vieja Vía Hercúlea que fue renombrada como Vía Augusta en su honor. Quizás más importante en tránsito por la zona del Panadés fue una vía secundaria: la Vía Mercadera, que partía de la puerta decumana de Barcino (Barcelona) y dirigiéndose hacia Ilerda (Lérida) discurría por Olesa de Bonesvalls y por las cercanías de Las Guñolas.
Existentes importantes vestigios de esta época en Las Guñolas: una torre romana y un miliario anepigráfico (en propiedad particular).

### Edad Media
Las Guñolas aparece escrito en un documento por primera vez el año 971. A partir de entonces son numerosos los documentos donde se encuentra, con la denominación de la época Cegugoles o Cegunoles.
A finales del siglo X pertenecía al término del castillo de Olérdola, pasando a pertenecer al condado de Barcelona hasta que, a la muerte de Berenguer Ramón I hacia 1035, pasa a manos de su hijo Sanç como conde del Panadés. Pronto, el joven Conde de Barcelona Ramón Berenguer I intenta ejercer su supremacía lo que provoca una serie de revueltas de los barones del Panadés, con noble Mir Geribert al frente, el cual se auto erigirá Príncipe del Penedés en 1041.
En 1049 Ramón Berenguer I obliga a renunciar a su hermano Sanç a la herencia aunque continúa enfrentado a Mir Geribert hasta el año 1058 en que hacen las paces. Así pues el Panadés pasa a formar parte de condado de Barcelona y queda unificada la totalidad de Barcelona, Gerona y Osona.
Se sabe que entre los siglos XI y XIII existía un vínculo entre el monasterio de San Sebastián dels Gorgs (fundado por Mir Geribert) y Las Guñolas ya que el monasterio tenía posesiones en Las Guñolas.
A mediados del siglo XII hacen su aparición en Las Guñolas los templarios, que, en terrenos cedidos del castillo de Avinyó, construyen una casa con funciones hospitalarias, conocida actualmente como Cal Candi y situada junto a la iglesia actual erigida en el lugar que ocupó la original templaria. Cuando la orden del Temple fue suprimida las propiedades fueron transferidas a la orden del Hospital de San Juan y bajo administración de la Corona de Aragón.
En 1447 varios núcleos de población entre los que se encontraba Las Guñolas acuerdan en constituirse en municipio. Nace el comú d’Avinyonet cuyo conseller en cap o alcalde era elegido de entre una terna, por nombramiento.

### Edad Moderna
No se conocen hechos históricos importantes después de la creación del municipio, a pesar de hechos importantes que afectaron a todo el Panadés, como pueden ser la guerra de los Segadores y también la guerra de sucesión española.
No obstante, la construcción de una mansión señorial de estilo gótico, Can Rialb, edificada entre los siglos XIV y XV cerca de la torre romana y donde se encontraba una edificación documentada en el año 980, hace suponer que la población comenzaba a ser significativa. También la construcción de nueva la iglesia parroquial, fechada en 1776 indica que el culto tenía suficiente importancia.

### Edad Contemporánea
A pesar de los sucesos tan trascendentales como la Guerra de la Independencia y las diferentes guerras carlistas y que afectaron solo de pasada a Las Guñolas, la población aumenta considerablemente hasta que la llegada de la plaga de la filoxera en 1887 acaba con su cultivo principal de la viña. Entre 1889 y 1900 la mayoría de cepas ya habían sido replantados con el llamado pie americano resistente a la plaga. No obstante el éxodo de habitantes, como en todo el Panadés, ya no tuvo freno, estancándose la población hasta pasada la Guerra Civil.
Durante la Guerra Civil la población fue bombardeada, afortunadamente sin víctimas, ya que durante aproximadamente un mes estuvo estacionada la 14 Brigada descansando antes de dirigirse a la batalla del Ebro. El 21 de enero de 1939 la localidad fue invadida por el ejército nacional, el cual pasó la noche antes de dirigirse hacia Barcelona para el asalto final.
En 1943 hubo una epidemia de tifus que afectó al veinte por ciento de la población, debido a que sus habitantes se nutrían de agua de una alberca. Los vecinos, con esfuerzos propios, comenzaron una serie de obras que han motivado que se les reconozca por su fuerte cohesión social: canalización de agua desde un aljibe (1944), construcción de fuentes públicas (1945), construcción de la carretera —actual BV2411— (1948) y edificación del local social (1984) entre otras.

## Cultura
La mayoría de habitantes adultos de Las Guñolas forman parte de la Societat La Torre, fundada en 1915, y que aglutina todas las actividades culturales del pueblo.
Anteriormente, en 1907, fue creada su antecesora Societat Coral La Roca que ya contaba de unos 70 socios, todos masculinos, y que fue la impulsora de la nueva sociedad.
En la actualidad, en Las Guñolas existen grupos permanentes de teatro, diables, coral, y bastoners.

### Pesebre viviente hablado

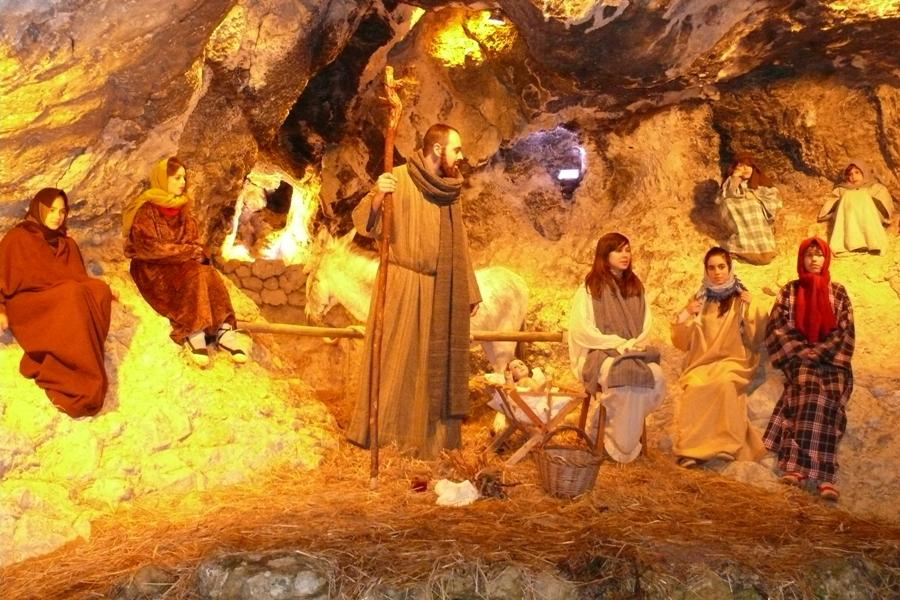
Pessebre Vivent Les Gunyoles

En 1976 una serie de jóvenes, que habían estado interpretando la obra teatral navideña Els Pastorets en el local parroquial, toman la iniciativa de trasladar la obra al aire libre, escenificando cuadros en un recorrido por el casco antiguo. Allí nació el primer pesebre viviente hablado de Cataluña.
Actualmente el espectáculo, de gran belleza visual, transcurre por el paraje natural de la sierra de Las Guñolas y consta de quince cuadros escénicos con decorados. En él participan más de 150 personas y prácticamente todas las familias tienen actores o figurantes en la obra.

## Deportes
Tradicionalmente el deporte más practicado ha sido el fútbol, aunque en la actualidad también el ciclismo de montaña y el atletismo es practicado por los jóvenes.
En 2006 se crea un grupo excursionista el cual sigue consolidado.
Desde 2008 existe un circuito de BTT con tres recorridos de distinta dificultad.
Desde la década de 1970 ha habido una gran afición al motociclismo de montaña y muchos jóvenes de la época practicaban asiduamente la especialidad del trial.

### Trial de Las Guñolas
En 1978, un grupo de jóvenes practicantes del trial decidieron organizar una prueba, no federada, integrada en las actividades de la fiesta mayor. El rotundo éxito de participación animó a seguir celebrando la prueba en los años siguientes.
La población siempre ha sido una entusiasta de este deporte y sus habitantes han colaborado en masa durante las celebraciones.
En 1981 se organiza el primer trial federado. La prueba se siguió celebrando aunque ya interrumpidamente. En 2001 unos vecinos del municipio abren una tienda de motocicletas especializada en el trial. Ello lleva a un renacimiento de dichas pruebas y se celebran varias pruebas oficiales del campeonato de Cataluña, con enorme éxito de participación. En 2005 se celebra una prueba del campeonato estatal a la que acuden los mejores pilotos del mundo.

## Lugares de interés

### La Torre Romana

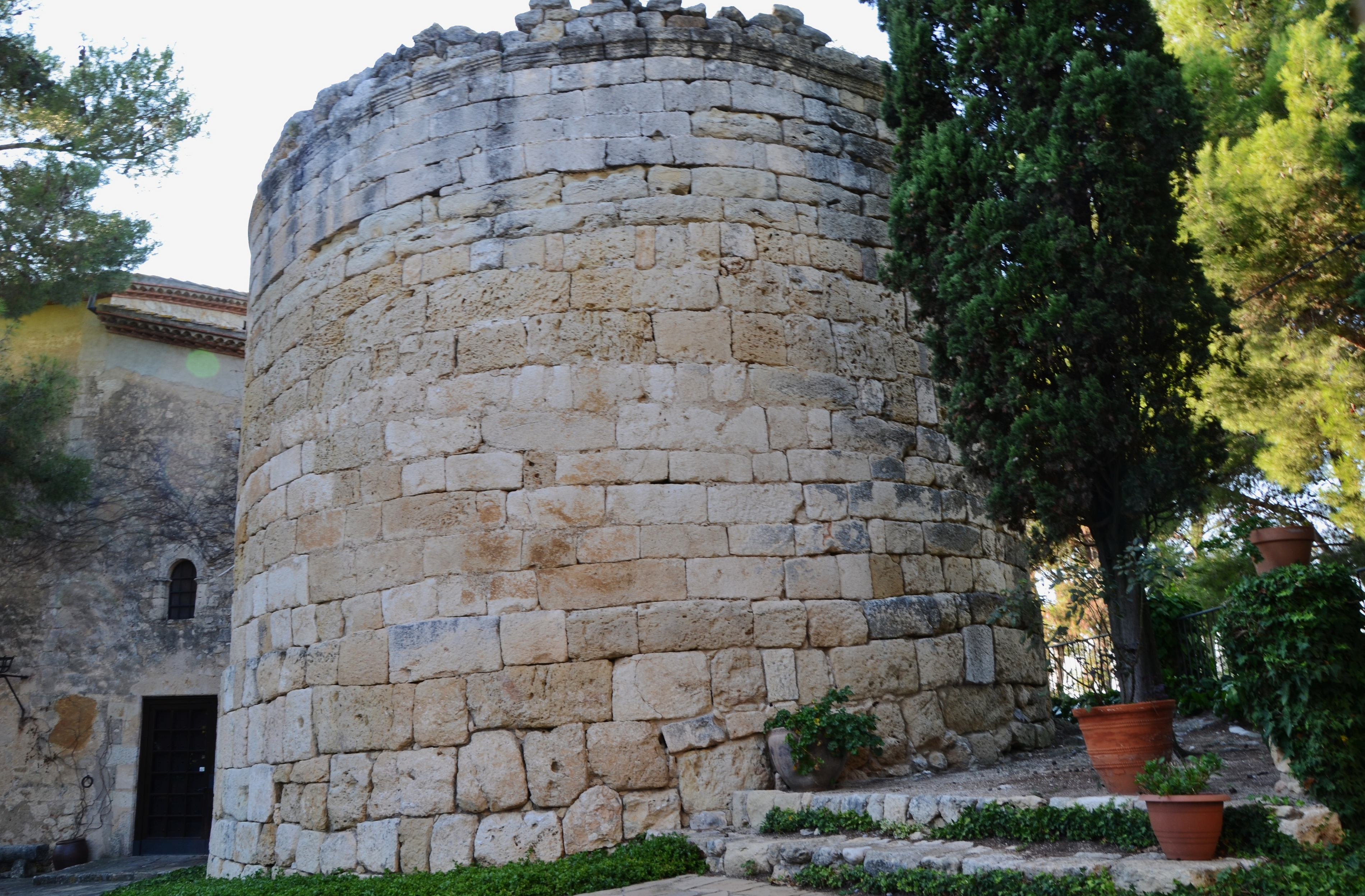
Torre romana de Las Guñolas

La Torre Romana se encuentra ubicada en el casco antiguo, al extremo de una propiedad privada, perfectamente visible desde el exterior de la finca y que está datada según los propietarios en el siglo II a. C. aunque posiblemente pertenezca a la época Augusta. Probablemente se trató de una torre de vigilancia y, que según algunas opiniones, también tuvo un uso funerario. Su planta circular mide 9 metros de diámetro y actualmente tiene una altura de 5,5 metros. Se sabe que en 1879 la torre tenía una altura de 11 metros.

### El casco antiguo
Conjunto urbano en los alrededores de la plaza de la Iglesia, de gran interés patrimonial, con construcciones mayoritariamente de los siglos XVII y XVIII, calles empedradas y elementos de forja. La torre romana y la casa señorial de Can Rialb se encuentran dentro de este conjunto.

### Mirador del Puig de la Mireta
Construido en 2014, se sitúa tras la colina del cementerio y su singularidad radica tiene vistas a 360 grados, pudiéndose observar desde este punto toda la llanura del Panadés, el mar, la montaña de Montserrat, etc.

### Circuito de BTT
Señalizado en 2007, parte del local social y también tiene allí su final. Se compone de tres rutas diferenciadas por su dificultad, de entre 6 y 17 km.

## Personajes ilustres
- Bernat Doménech de Ceguirole: fraile templario del siglo XII, comendador de Tortosa
- Jaume Ferrer Bassa de Cesgunyoles (1285-1348): famoso pintor de retablos
- Ramón Puig i Bosch (n. 1877): poeta y costumbrista
- Pau Vendrell (n. 1875): poeta
- Carles Surià (1900-1991): misionero y poeta